# Modelo de Black-Scholes
El modelo de Black-Scholes o ecuación de Black-Scholes es una ecuación usada en matemática financiera para determinar el precio de determinados activos financieros. 
Esta ecuación, basada ampliamente en la teoría de procesos estocásticos, modela variaciones de precios como un proceso de Wiener. 
Este modelo matemático, desarrollado por Fischer Black y Myron Scholes, aparece referenciado en 1973, cuando  Robert C. Merton lo incluyó en su publicación "Theory of Rational Option Pricing".
A este modelo lo denominó Black-Scholes y fue empleado para estimar el valor actual de una opción  europea para la compra (Call), o venta (Put), de acciones en una fecha futura. Posteriormente el modelo se amplió para opciones sobre acciones que producen dividendos, y luego se adoptó para opciones europeas, americanas, y mercado monetario. Los modelos de valoración de opciones son también aplicados actualmente a la valoración de activos intangibles, tales como patentes.
El modelo concluye que:
| Símbolo                 | Nombre                                                        | Fórmula                                                         |
| ----------------------- | ------------------------------------------------------------- | --------------------------------------------------------------- |
| {\displaystyle C(S,t)}  | Valor de una opción de compra, opción europea                 | {\displaystyle C(S,t)=S\Phi (d_{1})-Ke^{-r(T-t)}\Phi (d_{2})}   |
| {\displaystyle P(S,t)}  | Valor de una opción de venta, opción europea                  | {\displaystyle P(S,t)=Ke^{-r(T-t)}\Phi (-d_{2})-S\Phi (-d_{1})} |
| {\displaystyle \Phi }   | Función de distribución normal acumulada                      |                                                                 |
| {\displaystyle S}       | Precio actual de la acción                                    |                                                                 |
| {\displaystyle K}       | Precio base (Strike price), definido como parte del contrato  |                                                                 |
| {\displaystyle T-t}     | Tiempo restante de la opción con plazo total en ese momento   |                                                                 |
| {\displaystyle r}       | Tasa de interés congruente con el plazo restante de la opción | {\displaystyle r=r_{d}-r_{e}}                                   |
| {\displaystyle r_{d}}   | Tasa de interés doméstica                                     |                                                                 |
| {\displaystyle r_{e}}   | Tasa de interés extranjera                                    |                                                                 |
| {\displaystyle \sigma } | Volatilidad futura del activo subyacente                      |                                                                 |

Dado que es posible conocer el valor de todas las variables del mercado excepto la volatilidad {\displaystyle \sigma }, se suele invertir la fórmula de Black y Scholes para obtener la volatilidad. Por esta razón se dice que la volatilidad es implícita, es decir, es el valor necesario para obtener el precio de la opción que se encuentra en el mercado. El problema es que la fórmula de Black y Scholes no es analíticamente invertible y la solución numérica a veces es difícil de encontrar  (para una revisión ver).